# Acanthoceto acupictus
Acanthoceto acupictus är en spindelart som först beskrevs av Hercule Nicolet 1849.  Acanthoceto acupictus ingår i släktet Acanthoceto och familjen spökspindlar. Inga underarter finns listade i Catalogue of Life.